# Amyloflagellula
Amyloflagellula is een geslacht van schimmels behorend tot de familie Marasmiaceae. De typesoort is Amyloflagellula pulchra.

## Soorten
Volgens Index Fungorum telt het geslacht vier soorten, namelijk (peildatum september 2023):
| Soortnaam                         | Auteur(s)               | Publicatiejaar |
| --------------------------------- | ----------------------- | -------------- |
| Amyloflagellula inflata           | Agerer & Boidin         | 1981           |
| Amyloflagellula pseudoarachnoidea | (Dennis) Singer         | 1966           |
| Amyloflagellula pulchra           | (Berk. & Broome) Singer | 1966           |
| Amyloflagellula verrucosa         | Agerer & Boidin         | 1981           |